# Toshiba T100-X Dynapad
Toshiba T100-X Dynapad (T100-X Dynapad) је био преносиви рачунар, производ фирме Toshiba који је почео да се израђује у Јапану током 1993. године.
Користио је AMD AM-386 SXLV као централни микропроцесор а RAM меморија рачунара T100-X Dynapad је имала капацитет од 4 MB, прошириво до 20 MB највише. 
Као оперативни систем кориштен је MS-DOS 6.2 + Microsoft Windows 3.1.

## Детаљни подаци
Детаљнији подаци о рачунару T100-X Dynapad су дати у табели испод.
|                       |                                                                           |
| [ 1 ]                 |                                                                           |
| Произвођач            |                                                                           |
| Тип                   | преносиви рачунар                                                         |
| Меморија              | 4 MB, прошириво до 20 највише                                             |
| Поријекло             | Јапан                                                                     |
| Година                | 1993                                                                      |
| Тастатура             | нема уграђену, само виртуелна тастатура                                   |
| Процесор              |                                                                           |
| Фреквенција процесора | 25                                                                        |
| RAM                   | 4 MB, прошириво до 20 највише                                             |
| ROM                   |                                                                           |
| Текст                 |                                                                           |
| Графика               | 640x480 VGA                                                               |
| Боја                  | 16 нивоа сиве боје                                                        |
| Звук                  | PC звучник                                                                |
| Димензије             | Екран дијагонале 9,5 инча/ 270 x 39 x 210 (ш x д x в) / Тежина: 3,3 фунте |
| Портови               |                                                                           |
| Оперативни систем     |                                                                           |